# 강제 유도

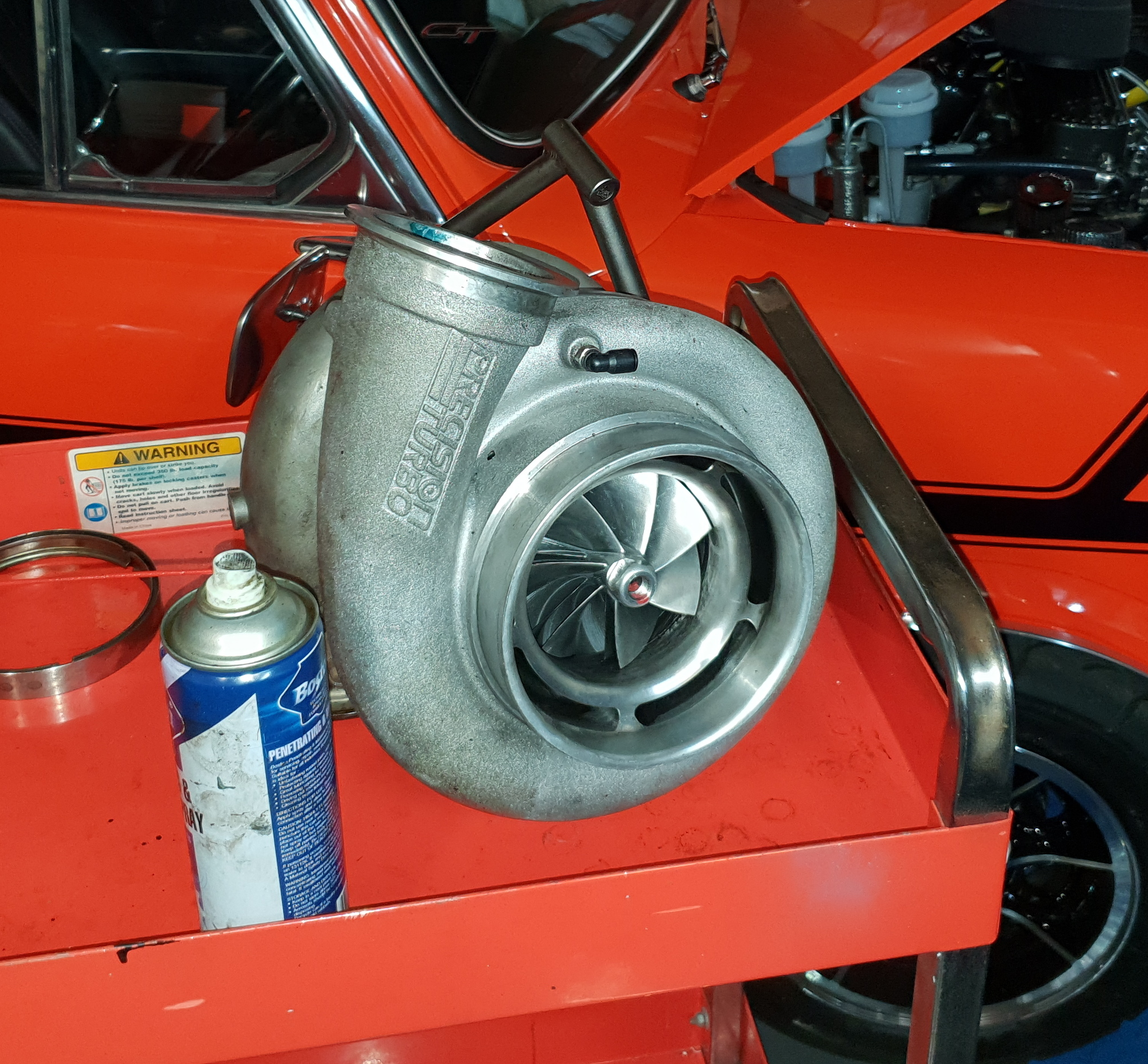
차량 엔진의 터보차저

강제 유도(forced induction)는 내연기관에서 흡입 공기의 밀도를 높이기 위해 터보차징 또는 과급을 사용하는 곳이다. 강제 유도 기능이 없는 엔진은 자연흡기 엔진으로 분류된다.

## 압축기의 종류
가장 일반적으로 사용되는 강제 유도 장치는 터보차저와 과급기이다. 터보차저는 배기가스 흐름에 의해 구동되는 터빈을 사용하여 압축기를 구동하는 반면, 과급기는 엔진에 의해 기계적으로 구동된다(보통 엔진 크랭크샤프트의 벨트 사용).

## 관련 기술
인터쿨링은 압축된 후 흡입 공기의 온도를 낮추기 위해 종종 사용된다. 덜 일반적으로 사용되는 또 다른 방법은 물 주입(또는 메탄올 주입)이다.